# Zhongguo kaogu wenwu zhi mei
Die chinesische Buchreihe Zhongguo kaogu wenwu zhi mei (中國考古文物之美; englisch Beauty of Chinese Archaeological Artifacts; „Die Schönheit der archäologischen Entdeckungen in China“) ist eine zehnbändige archäologische Buchreihe, die 1994 im Verlag Wenwu chubanshe in Peking erschienen ist. 
Darin werden in Text und Abbildungen die bedeutendsten archäologischen Entdeckungen in China der jüngsten Jahre (von 1970 bis 1989) vorgestellt. Jeder Band wurde von der für die Grabungen verantwortlichen lokalen Körperschaft herausgegeben.

## Inhalt
- 1. Liaoning Hongshan wenhua tan miao zhong 辽宁红山文化坛庙冢 (Die Stätte der Hongshan-Kultur (Tan-Altar, miao-Tempel, zhong-Grabhügel) von Niuheliang in der Provinz Liaoning).
- 2. Henan Anyang Fu Hao mu 河南安阳妇好墓 (Das Grab der Dame Fu Hao in Anyang in der Provinz Henan).
- 3. Sichuan Guanghan Sanxingdui yizhi 四川广汉三星堆遗迹 (Die Sanxingdui-Stätte von Guanghan in der Provinz Sichuan).
- 4. Shanxi Taiyuan Zhao qing mu 山西太原赵卿墓  (Das Taiyuan Grab des Ministers Zhao aus dem Staat Jin).
- 5. Hubei Suixian Zeng hou Yi mu 湖北随县曾侯乙墓 (Das Grab des Markgrafen Zeng in Suixian in der Provinz Hubei).
- 6. Hebei Pingshan Zhongshan guo wang mu 河北平山中山国王墓 (Das Grab des Zhongshan-Prinzen (wang) von Pingshan in der Provinz Hebei).
- 7. Shaanxi Lintong bingmayong 陕西临潼兵马俑 (Die Terrakotta-Armee)
- 8. Hunan Changsha Mawangdui Xi Han mu 湖南长沙马王堆西汉墓 (Die Gräber von Mawangdui aus der Westlichen Han-Dynastie in Changsha in der Provinz Hunan).
- 9. Guangzhou Nanyue wang mu 广州南越王墓 (Das Grab des Königs von Nanyue (Zhao Mo) aus der Zeit der Westlichen Han-Dynastie in Guangzhou).
- 10. Shaanxi Fufeng Famen si digong 陕西扶风法门寺地宫 (Der Famensi-Schatz von Fufeng in der Provinz Shaanxi).